# ماسحة ثلاثية الأبعاد بالضوء المهيكل

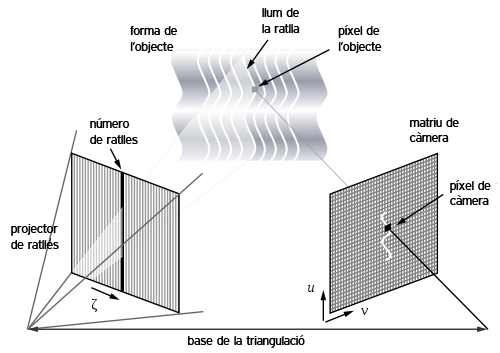

ماسحة ثلاثية الأبعاد بالضوء المهيكل أو ماسحة بالضوء المهيكل ثلاثية الأبعاد (بالإنجليزية: Structured-light 3D scanner)‏ هي ماسحة ثلاثية الأبعاد لقياس الشكل الثلاثي الأبعاد لجسم ما باستخدام ضوء مهيكل بنموذج معين وكاميرا.

## مبدأ العمل
تعمل هذه الماسحة عن طريق إسقاط حزمة ضيقة من الضوء على جسم ثلاثي الأبعاد، ذلك يؤدي إلى تشوه شكل الخطوط المستقيمة من منظور مختلف عن جهاز الإسقاط الضوئي، بحيث من الممكن استخدام هذا التشوه لحساب الشكل الهندسي الدقيق لسطح الجسم. تستخدم عادة نماذج للضوء على شكل خطوط متوازية.

## حدود الاستخدام
على اعتبار أن هذه الطريقة تعتمد على إسقاط حزمة من الضوء على الجسم المراد مسحه، فإن هذه الطريقة تكون غير فعالة في التعامل مع السطوح العاكسة للضوء أو الشفافة كالمرايا والزجاج. تستخدم أحيانا مواد طلاء لتغطية هذا النوع من السطوح قبل القيام بعملية المسح بالضوء المهيكل.